# Слоткет
Слоткет (англ. Slotket или Slocket, сокр. от slot и socket) — переходник, представляющий собой печатную плату с ножевым разъёмом, предназначенную для установки в щелевой разъём (slot), с размещённым на ней гнездовым разъёмом (socket). Предназначены для обеспечения возможности установки процессоров, имеющих корпус типа PGA, в системные платы с щелевым разъёмом.

## Общие сведения
Изначально слоткеты предназначались для установки процессоров Pentium Pro, предназначенных для Socket 8 в системные платы с разъёмом Slot 1, однако наибольшее распространение получили переходники Socket 370 — Slot 1.
Существовало три типа слоткетов Socket 370 — Slot 1, предназначенные для различных процессоров: Slot-to-PGA (Intel Celeron на ядре Mendocino), Slot-to-FCPGA (Intel Celeron и Pentium III на ядре Coppermine) и Slot-to-FCPGA2 (Intel Celeron и Pentium III на ядре Tualatin). При этом они не были совместимы по контактам: переходники Slot-to-PGA не способны работать с процессорами FCPGA/FCPGA2. Однако, различия в назначениях контактов были не слишком велики, поэтому более старые переходники могли быть модифицированы путём замыкания/изоляции некоторых контактов разъёма Socket 370.
Слоткеты разных производителей различались степенью сложности и функциональностью. Самые простые переходники выполняли лишь свою основную функцию, более сложные модели позволяли регулировать напряжение ядра процессора (так, например, слоткет PowerLeap PL-iP3/T полностью заменял VRM, расположенный на системной плате) или задействовать контакт, отвечающий за работу в двухпроцессорной конфигурации у процессоров Celeron на ядре Mendocino.